# Stackelbergomyia arenaria
Stackelbergomyia arenaria är en tvåvingeart som beskrevs av Boris Borisovitsch Rohdendorf 1948. Stackelbergomyia arenaria ingår i släktet Stackelbergomyia och familjen parasitflugor. Inga underarter finns listade i Catalogue of Life.